# Jaciment lusitanoromà de Casais Velhos
El Jaciment lusitanoromà de Casais Velhos, o Vila romana de Casais Velhos, es troba al carrer de Sâo Rafael, a Areia, al municipi de Cascais, districte de Lisboa, a Portugal. És un jaciment arqueològic amb els vestigis d'un antic poblat romà on destaca un conjunt industrial de preparació de porpra de Tir, acompanyat de banys, necròpolis i restes de parets i objectes de ceràmica. Està classificat com a Immoble d'Interés Públic pel Decret núm. 29 de 25 de setembre de 1984.

## Història
El jaciment fou estudiat per primera vegada al 1945, quan Afonso do Paço i Fausto de Figueiredo procedeixen a escavar-ne l'àrea. Malgrat això, es coneixien feia molt l'existència de vestigis arqueològics a la zona. Posteriorment, el 1968, 1970 i 1971, es feren campanyes de neteja i consolidació de l'indret per iniciativa d'António de Castelo Branco i Octávio da Veiga Ferreira.(1)

## Caracterització
Les ruïnes es componen d'un conjunt d'estructures tardoantigues, dels segles III-IV, implantades en un turó envoltat de pinedes i tocant les dunes de Guincho.(3) El seu perímetro està ben delimitat per una muralla que no s'ha excavat encara totalment, i deuria tenir una torre.(1) Juntament amb una domus amb vestíbul, a la pars urbana s'identificà un fragment d'un aqüeducte que transportava aigua d'una deu propera a un tanc de grans dimensions situat al bell mig de les ruïnes (possiblement el natatio),(2) que alimentava també un complex termal situat uns metres més avall. Aquest es componia d'un frigidari, un tepidari i d'un prefurni, amb banyeres semicirculars.(1)
Al nord n'hi ha la pars rustica amb compartiments, amb dues sitges tapades amb lloses circulars i excavades a la roca. Aquests compartiments contenien piques revestides dea opus signinum amb encaix per a tapes hermètiques, cosa que amb el descobriment de conquilles de múrex suggereix que els habitants del poblat es dedicassen al tint de porpra, per a teixits o cuir. S'hi trobà també tres àrees de necròpolis al sud-est i a sud-oest de la vila, amb sepultures en "caixa" delimitades per pedres de gres, i amb els cossos dipositats en decúbit dorsal, girats a l'est.(3) Hi aparegueren objectes com arracades de bronze i una aixeta decorada, així com monedes dels anys 205 a 450 (del temps dels emperadors romans Constanci II, Constant, Teodosi, Constantí i Arcadi). Altres troballes són una moneda encara embolcallada en teixit de lli (de gran raresa), una agulla de bronze i una lluerna (datable, per la forma, dels segles III o IV).
S'hi identificaren altres estructures, una associada a una almàssera, amb el tanc de decantació i la mola.(2)